# Vapalo
Vapalo är en ö i Finland. Den ligger i sjön Pyhäjärvi och i kommunen Nokia i den ekonomiska regionen Tammerfors och landskapet Birkaland, i den södra delen av landet, 160 km nordväst om huvudstaden Helsingfors. Öns area är 58,6 hektar och dess största längd är 1,5 kilometer i sydöst-nordvästlig riktning.